# Planície de Muradie
A planície de Muradie (em turco: Muradiye ovası) ou planície de Bercri (em armênio: Բերկրիի դաշտ; romaniz.: Berkrii dašt) é uma planície do planalto Armênio, a nordeste do lago de Vã, no curso inferior do rio Bercri que deságua no lago. A montante fica a planície de Abala. Seu comprimento total é de 80 quilômetros e sua largura é de 24 quilômetros. A largura da parte mais larga da planície é de cerca de 10 quilômetros. O rio Bercri corta o campo em toda sua extensão. A margem do lago e a foz do rio são pantanosas, enquanto o resto do campo é uma área de prado e estepe rica em solo preto, que produz abundantes colheitas de trigo. É coberto por sedimentos de lagos e rios. Em alguns lugares, surgem colinas e planaltos de lava. O rio Gorsute também recebeu o nome do campo de Gorsute.